# 1930年代
1930年代（せんきゅうひゃくさんじゅうねんだい）は、西暦（グレゴリオ暦）1930年から1939年までの10年間を指す十年紀。

## できごと
- ブロック経済の時代

### 1930年
- 日本の濱口内閣が金輸出自由化。
- ロンドン海軍軍縮会議開催。
- インド国民会議が独立を宣言し、マハトマ・ガンディーらによるインド総督への抵抗活動が開始。
- アルミニウム業のオーステナル（英語版）が、航空機エンジンの生産を開始。

### 1931年
- 日本の犬養内閣が金輸出を再禁止。
- 満州事変（柳条湖事件）勃発。

### 1932年
- ソビエト連邦のウクライナ地方で大飢饉ホロドモールが発生。
- ヒースヘン絶滅。
- 日本で五・一五事件。
- 哲学者の戸坂潤らが唯物論研究会を創立。機関誌『唯物論研究』の出版を開始。内務省警保局からは共産主義団体よりであるとされていた。

### 1933年
- ドイツでナチスが独裁政権となり、アドルフ・ヒトラーがヴェルサイユ条約を破棄しドイツの再軍備を宣言し、国際連盟と国際労働機関を脱退。
- 国際連盟が日本軍の満洲撤退勧告案を42対1で可決し、日本政府が国際連盟と国際労働機関脱退。
- フランクリン・ルーズベルトが第32代米大統領に就任。

### 1934年
- ソビエト連邦が国際連盟に加盟。
- 東京・樺太間に電話開通。
- 小山松吉司法大臣の司法省が『ナチスの刑法』を出版。
- 日本における帝人事件で斎藤内閣が総辞職。
- 帝国弁護士会がワシントン海軍軍縮条約の廃棄を求める声明を出し、日本政府が12月に廃棄を通告。世界の大国を軍拡に向かわせた。

### 1935年
- ナチスドイツがニュルンベルク法でユダヤ人の公民権を停止。
- 日本の帝国議会において、天皇機関説と国体明徴声明の応酬となる。美濃部達吉の書籍3冊が発禁。

### 1936年
- 日本で二・二六事件。
- 3月 - 日本における枢密院議長に国本社代表の平沼騏一郎が着任。
- 5月 - 林頼三郎司法大臣の司法省が『ナチスの法制及び立法綱要（刑法及び刑事訴訟法の部）』を出版。
- 5月 - 日本で思想犯保護観察法が成立。社寺などが保護観察所に指定されていった。
- スペイン内戦
- ソビエト社会主義共和国連邦憲法が制定。

### 1937年
- 日本製綿製品のダンピングを制限する日米綿業協定が成立[1]。
- 日本で輸出入品等に関する臨時措置に関する法律、臨時輸出入許可規則が施行。金属材料や綿製品など輸出入品について商工省が販売価格を統制し、商工大臣は資源の割当てや販売価格を決める民間の統制団体を指定していった。
- 日本と中華民国間において日中戦争（支那事変）が勃発し、イギリス船舶によるアメリカ製防衛装備の中国への輸出が解禁（アメリカ中立法）。

### 1938年
- 3月3日 - 日本の帝国議会で、電力国家管理政策等を巡って佐藤賢了陸軍中佐と板野友造弁護士による「黙れ事件」。その10日後、ドイツナチスによるオーストリア併合が発生し、激しい反対活動に遭っていた国家総動員法が野党の豹変により帝国議会で可決。
- 日本の第1次近衛内閣が3度にわたり近衛声明を発表、
- ナチス・ドイツのチェコスロバキア地方の帰属問題等に関するミュンヘン協定が締結（イギリス、フランス、イタリア、ドイツ首脳が参加）。
- 日本国内民需向けの綿製品の製造が禁止。民需向けにはレーヨンが製造された[2]。

### 1939年
- 3月14日 - スロバキア共和国とカルパト・ウクライナ共和国がチェコスロバキアから独立。ハンガリー王国が後者を進攻して併合。
- 9月1日 - ドイツと独立スロバキアの同盟がポーランド侵攻。これに対しイギリスとフランスが宣戦布告（第二次世界大戦勃発）。17日にはソ連もポーランドに侵攻した。

## 経済
- 大不況時代。

## 文化
- カラー映画の製作がはじまる。
- アメリカ合衆国で、スウィング・ジャズの流行。
- ハリウッドの黄金時代、アメリカン・コミックの黄金時代。

## 人物

### ヨーロッパとアメリカ

#### 政治と軍事
- ピウス11世（1857年 - 1939年）
- ラムゼイ・マクドナルド（1866年 - 1937年）
- ヘンリー・スティムソン（1867年 - 1950年）
- ネヴィル・チェンバレン（1869年 - 1940年）
- レオン・ブルム（1872年 - 1950年）
- ハーバート・フーヴァー（1874年 - 1964年）
- ヒャルマル・シャハト（1877年 - 1970年）
- ヨシフ・スターリン（1878年 - 1953年）
- マヌエル・アサーニャ（1880年 - 1940年）
- フランクリン・ルーズベルト（1882年 - 1945年）
- ゲオルギ・ディミトロフ（1882年 - 1949年）
- エドゥアール・ダラディエ（1884年 - 1970年）
- エドヴァルド・ベネシュ（1884年 - 1948年）
- アルフォンソ13世（1886年 - 1941年）
- セルゲイ・キーロフ（1886年 - 1934年）
- エルンスト・レーム（1887年 - 1934年）
- ハインツ・グデーリアン（1888年 - 1954年）
- アドルフ・ヒトラー（1889年 - 1945年）
- アントニオ・サラザール（1889年 - 1970年）
- フランシスコ・フランコ（1892年 - 1975年）
- アルトゥル・ザイス・インクヴァルト（1892年 - 1946年）
- ヘルマン・ゲーリング（1893年 - 1946年）
- ミハイル・トゥハチェフスキー（1893年 - 1937年）
- エドワード8世（1894年 - 1972年）
- ジョージ6世（1895年 - 1952年）
- ニコライ・エジョフ（1895年 - 1940年）
- ジョン・エドガー・フーヴァー（1895年 - 1972年）
- ヨーゼフ・ゲッベルス（1897年 - 1945年）
- ラヴレンチー・ベリヤ（1899年 - 1953年）
- ハインリヒ・ヒムラー（1900年 - 1945年）

#### 哲学と思想
- ジョン・デューイ（1859年 - 1952年）
- レフ・シェストフ（1866年 - 1938年）
- マルセル・モース（1872年 - 1950年）
- アーサー・ラヴジョイ（1873年 - 1962年）
- レオ・フロベニウス（英語版）（1873年 - 1938年）
- ジョルジュ・ルフェーブル（1874年 - 1959年）
- ハンス・ケルゼン（1881年 - 1973年）
- アンリ・フォシヨン（1881年 - 1943年）
- ジョン・メイナード・ケインズ（1883年 - 1946年）
- ガストン・バシュラール（1884年 - 1962年）
- アーノルド・ジョセフ・トインビー（1889年 - 1975年）
- ガブリエル・マルセル（1889年 - 1973年）
- ニコライ・トルベツコイ（1890年 - 1938年）
- ヴァルター・ベンヤミン（1892年 - 1940年）
- エドワード・ハレット・カー（1892年 - 1982年）
- エルヴィン・パノフスキー（1892年 - 1968年）
- ハロルド・ラスキ（1893年 - 1950年）
- アルフレート・ローゼンベルク（1893年 - 1946年）
- ゲオルギイ・フロロフスキイ（1893年 - 1979年）
- エドマンド・ウィルソン（1895年 - 1972年）
- レフ・ヴィゴツキー（1896年 - 1934年）
- マリオ・プラーツ（1896年 - 1982年）
- カール・レーヴィット（1897年 - 1973年）
- ノルベルト・エリアス（1897年 - 1990年）
- ヴィルヘルム・ライヒ（1897年 - 1957年）
- アルフレッド・シュッツ（1899年 - 1959年）
- フランツ・ボルケナウ（1900年 - 1957年）
- マーガレット・ミード（1901年 - 1978年）
- ウラジーミル・ジャンケレヴィッチ（1903年 - 1985年）
- ジョン・ヒックス（1904年 - 1989年）
- ドニ・ド・ルージュモン（1906年 - 1985年）
- クレメント・グリーンバーグ（1909年 - 1994年）
- アルフレッド・エイヤー（1910年 - 1989年）

#### 文学
- ロベルト・ムージル（1880年 - 1942年）
- ロジェ・マルタン・デュ・ガール（1881年 - 1958年）
- ジャン・ジロドゥ（1882年 - 1944年）
- ジュール・シュペルヴィエル（1884年 - 1960年）
- ジョルジュ・ベルナノス（1888年 - 1948年）
- フェルナンド・ペソア（1888年 - 1935年）
- ヴィッキイ・バウム（1888年 - 1960年）
- アンナ・アフマートヴァ（1889年 - 1966年）
- カレル・チャペック（1890年 - 1938年）
- ハワード・フィリップス・ラヴクラフト（1890年 - 1937年）
- アガサ・クリスティ（1890年 - 1976年）
- オシップ・マンデリシュターム（1891年 - 1938年）
- ミハイール・ブルガーコフ（1891年 - 1940年）
- パール・サイデンストリッカー・バック（1892年 - 1973年）
- ブルーノ・シュルツ（1892年 - 1942年）
- ジェームズ・マラハン・ケイン（1892年 - 1977年）
- ヘンリー・ミラー（1891年 - 1980年）
- ルイ・フェルディナン・セリーヌ（1894年 - 1961年）
- オルダス・ハクスリー（1894年 - 1963年）
- ダシール・ハメット（1894年 - 1961年）
- ヨーゼフ・ロート（1894年 - 1939年）
- ジョン・ドス・パソス（1896年 - 1970年）
- ウィリアム・フォークナー（1897年 - 1962年）
- フェデリコ・ガルシーア・ロルカ（1898年 - 1936年）
- ベルトルト・ブレヒト（1898年 - 1956年）
- エーリッヒ・ケストナー（1899年 - 1974年）
- パメラ・トラバース（1899年 - 1996年）
- マーガレット・ミッチェル（1900年 - 1949年）
- ルネ・クルヴェル（1900年 - 1935年）
- ロベール・デスノス（1900年 - 1945年）
- アンドレ・マルロー（1901年 - 1976年）
- ミシェル・レリス（1901年 - 1990年）
- ジョン・スタインベック（1902年 - 1968年）
- ジョセフ・ケッセリング（1902年 - 1967年）
- ジョージ・オーウェル（1903年 - 1950年）
- レーモン・クノー（1903年 - 1976年）
- ジョルジュ・シムノン（1903年 - 1989年）
- ヴィトルド・ゴンブローヴィチ（1904年 - 1969年）
- ミハイル・ショーロホフ（1905年 - 1984年）
- ポール・ニザン（1905年 - 1940年）
- エラリー・クイーン
  - フレデリック・ダネイ（1905年 - 1982年）
  - マンフレッド・ベニントン・リー（1905年 - 1971年）
- アンリ・トロワイヤ（1911年 - 2007年）

#### 芸術
- ラウル・デュフィ（1877年 - 1953年）
- ブルーノ・タウト（1880年 - 1938年）
- アントワーヌ・ペヴスナー（1886年 - 1962年）
- エドワード・ウェストン（1886年 - 1958年）
- ル・コルビュジエ（1887年 - 1965年）
- ローレンス・スティーブン・ローリー（1887年 - 1976年）
- ウィリアム・ヴァン・アレン（1888年 - 1954年）
- ナウム・ガボ（1890年 - 1977年）
- グラント・ウッド（1891年 - 1942年）
- アドルフ・ツィーグラー（1892年 - 1959年）
- ケルテース・アンドル（1894年 - 1985年）
- モホリ・ナジ・ラースロー（1895年 - 1946年）
- アンドレ・マッソン（1896年 - 1987年）
- ポール・デルヴォー（1897年 - 1994年）
- ルネ・マグリット（1898年 - 1967年）
- アレクサンダー・カルダー（1898年 - 1976年）
- ベン・シャーン（1898年 - 1969年）
- ブラッサイ（1899年 - 1984年）
- インジフ・シュティルスキー（1899年 - 1942年）
- アルノ・ブレーカー（1900年 - 1991年）
- イヴ・タンギー（1900年 - 1955年）
- リヒャルト・エルツェ（1900年 - 1980年）
- ハンス・ベルメール（1902年 - 1975年）
- ヴィフレド・ラム（1902年 - 1982年）
- トワイヤン（マリエ・チェルミーノヴァ）（1902年 - 1980年）
- ジャック＝アンドレ・ボワファール（1902年 - 1961年）
- ヴィクトル・ブローネル（1903年 - 1966年）
- サルバドール・ダリ（1904年 - 1989年）
- レオノール・フィニ（1907年 - 1996年）
- バルテュス（1908年 - 2001年）
- ゲルダ・タロー（1910年 - 1937年）
- ウィリー・ロニ（1910年 - 2009年）
- ロベルト・マッタ（1911年 - 2002年）
- ロバート・キャパ（1913年 - 1954年）
- メレット・オッペンハイム（1913年 - 1985年）

#### 音楽
- パブロ・カザルス（1876年 - 1973年）
- ブルーノ・ワルター（1876年 - 1962年）
- ヴィルヘルム・フルトヴェングラー（1886年 - 1954年）
- パウル・ヒンデミット（1895年 - 1963年）
- ヘルベルト・フォン・カラヤン（1908年 - 1989年）

#### ファッション
- マリア・ニナ・リッチ（1883年 - 1970年）
- エルザ・スキャパレッリ（1890年 - 1973年）
- クリストバル・バレンシアガ（1895年 - 1972年）
- ダイアナ・ヴリーランド（1903年 - 1989年）

#### 映画・演劇・舞踏
- トッド・ブラウニング（1880年 - 1962年）
- ジャック・フェデー（1885年 - 1948年）
- マルクス兄弟
  - チコ・マルクス（1887年 - 1961年）
  - ハーポ・マルクス（1888年 - 1964年）
  - グルーチョ・マルクス（1890年 - 1977年）
  - ガンモ・マルクス（1892年 - 1977年）
  - ゼッポ・マルクス（1901年 - 1979年）
- エルンスト・ルビッチ（1892年 - 1947年）
- メイ・ウエスト（1893年 - 1980年）
- ジャン・ルノワール（1894年 - 1979年）
- ジョセフ・フォン・スタンバーグ（1894年 - 1969年）
- マーサ・グレアム（1894年 - 1991年）
- ジュリアン・デュヴィヴィエ（1896年 - 1967年）
- ハワード・ホークス（1896年 - 1977年）
- フランク・キャプラ（1897年 - 1991年）
- ルネ・クレール（1898年 - 1981年）
- フレッド・アステア（1899年 - 1987年）
- ルイス・ブニュエル（1900年 - 1983年）
- クラーク・ゲーブル（1901年 - 1960年）
- ゲイリー・クーパー（1901年 - 1961年）
- ウォルト・ディズニー（1901年 - 1966年）
- マレーネ・ディートリヒ（1901年 - 1992年）
- レニ・リーフェンシュタール（1902年 - 2003年）
- デヴィッド・O・セルズニック（1902年 - 1965年）
- ビング・クロスビー（1903年 - 1977年）
- ジャン・ギャバン（1904年 - 1976年）
- ジャン・ヴィゴ（1905年 - 1934年）
- ジョーン・クロフォード（1905年 - 1977年）
- ベティ・デイヴィス（1908年 - 1989年）
- ジンジャー・ロジャース（1911年 - 1995年）
- ヴィヴィアン・リー（1913年 - 1967年）
- タイロン・パワー（1914年 - 1958年）
- オーソン・ウェルズ（1915年 - 1985年）
- オリヴィア・デ・ハヴィランド（1916年 - 2020年）
- ダニエル・ダリュー（1917年 - 2017年）
- コリンヌ・リュシェール（1921年 - 1950年）
- ジュディ・ガーランド（1922年 - 1969年）
- シャーリー・テンプル（1928年 - 2014年）

#### 科学技術
- ヤーコプ・フォン・ユクスキュル（1864年 - 1944年）
- ウォーレス・カロザース（1896年 - 1937年）
- ジョリオ・キューリー夫妻
  - イレーヌ・ジョリオ・キュリー（1897年 - 1956年）
  - フレデリック・ジョリオ・キュリー（1900年 - 1958年）
- トロフィム・ルイセンコ（1898年 - 1976年）
- ジョン・フォン・ノイマン（1903年 - 1957年）
- クルト・ゲーデル（1906年 - 1978年）
- クライド・トンボー（1906年 - 1997年）

#### スポーツ
- コニー・マック（1862年 - 1956年）
- ビル・マケシュニー（1886年 - 1965年）
- ジョー・マッカーシー（1887年 - 1978年）
- ベーブ・ルース（1895年 - 1948年）
- ルー・ゲーリック（1903年 - 1941年）
- サチェル・ペイジ（1906年 - 1982年）
- ジョー・クローニン（1906年 - 1984年）
- ジェシー・オーエンス（1913年 - 1980年）

#### 探検
- アメリア・イアハート（1897年 - 1937年）

#### その他
- アレクサンドル・スタヴィスキー（1886年 - 1934年）
- エリック・ヤン・ハヌッセン（1889年 - 1933年）
- ウォリス・シンプソン（1896年 - 1986年）
- ボブ・ケイン（1915年 - 1998年）

### ラテン・アメリカ
- ラサロ・カルデナス（1895年 - 1970年）
- ミゲル・アンヘル・アストゥリアス（1899年 - 1974年）
- フリーダ・カーロ（1907年 - 1954年）

### アフリカ
- ハイレ・セラシエ1世（1892年 - 1975年）

### インド
- マハトマ・ガンディー（1869年 - 1948年）
- ムハンマド・イクバール（1877年 - 1938年）
- サロージニー・ナーイドゥ（1879年 - 1949年）

### 東南アジア
- マニュエル・ケソン（1878年 - 1944年）
- プラヤー・マノーパコーンニティターダー（1884年 - 1948年）
- プラヤー・パホンポンパユハセーナー（1887年 - 1947年）
- ラーマ7世（1893年 - 1941年）
- ヴァルター・シュピース（1895年 - 1942年）

### 西アジア
- スルタン・ビン・バジャード（英語版）（1876年 - 1932年）

### 中央アジア
- ホルローギーン・チョイバルサン（1895年 - 1952年）

### 中国
- 鄭孝胥（1860年 - 1938年）
- 羅振玉（1866年 - 1940年）
- 林森（1867年 - 1943年）
- 張景恵（1871年 - 1959年）
- ヴィクター・ブルワー・リットン（1876年 - 1947年）
- 孔祥熙（1880年 - 1967年）
- 殷汝耕（1885年 - 1947年）
- 宋哲元（1885年 - 1940年）
- リース・ロス（1887年 - 1968年）
- 蔣介石（1887年 - 1975年）
- 宋家の三姉妹
  - 宋靄齢（1889年 - 1973年）
  - 宋慶齢（1893年 - 1981年）
  - 宋美齢（1897年 - 2003年）
- 何応欽（1890年 - 1987年）
- アグネス・スメドレー（1892年 - 1950年）
- 秦徳純（1893年 - 1963年）
- 楊虎城（1893年 - 1949年）
- 毛沢東（1893年 - 1976年）
- 宋子文（1894年 - 1971年）
- 梅蘭芳（1894年 - 1961年）
- 林語堂（1895年 - 1976年）
- 馮友蘭（1895年 - 1990年）
- 瞿秋白（1899年 - 1935年）
- 李立三（1899年 - 1967年）
- 張大千（1899年 - 1983年）
- 張学良（1901年 - 2001年）
- デムチュクドンロブ（徳王）（1902年 - 1966年）
- エドガー・スノー（1905年 - 1972年）
- 愛新覚羅溥儀（1906年 - 1967年）
- 愛新覚羅溥傑（1907年 - 1994年）
- 川島芳子（1907年 - 1948年）
- 嵯峨浩（1914年 - 1987年）

### 韓国
- 李東寧（1869年 - 1940年）
- 梁起鐸（1871年 - 1938年）
- 李奉昌（1900年 - 1932年）
- 安益泰（1906年 - 1965年）
- 尹奉吉（1908年 - 1932年）